# Stratenský tunel
Stratenský tunel je železniční tunel mezi obcemi Stratená a Telgárt na trati Červená Skala – Margecany.

## Historie
Rozhodnutí o budování spojení Horehroní se Spiší padlo v letech 1919 a 1920, ale propojení Červené Skály a Margecan se začalo budovat až 31. května 1931. Na stavbu se přesunula technika i pracovníci z Handlové a Horné Štubně, kde dokončili propojení pohořím Žiar. Výstavba tratě v úzkém údolí byla náročná a vyžádala si vybudování množství zářezů, násypů i velkých mostů.
Stratenský tunel je s délkou 105 m nejkratším z devíti tunelů na trati. Nachází se západně od Stratené, v úzkém údolí Hnilce a jeho část leží v oblouku a část v přechodnici. Při ražení modifikovanou rakouskou tunelovací metodou bylo vytěženo 3 700 m³ horniny a použilo se 1 520 m³ zdiva. Náklady na výstavbu dosáhly 1,3 milionu korun.
Tunel poškodily v lednu 1945 ustupující nacistická vojska, která zaminovala stratenský portál. Detonace dvou vagónů trhavin způsobila destrukci tunelu a poškození mnoha domů v blízké obci.